# Severien

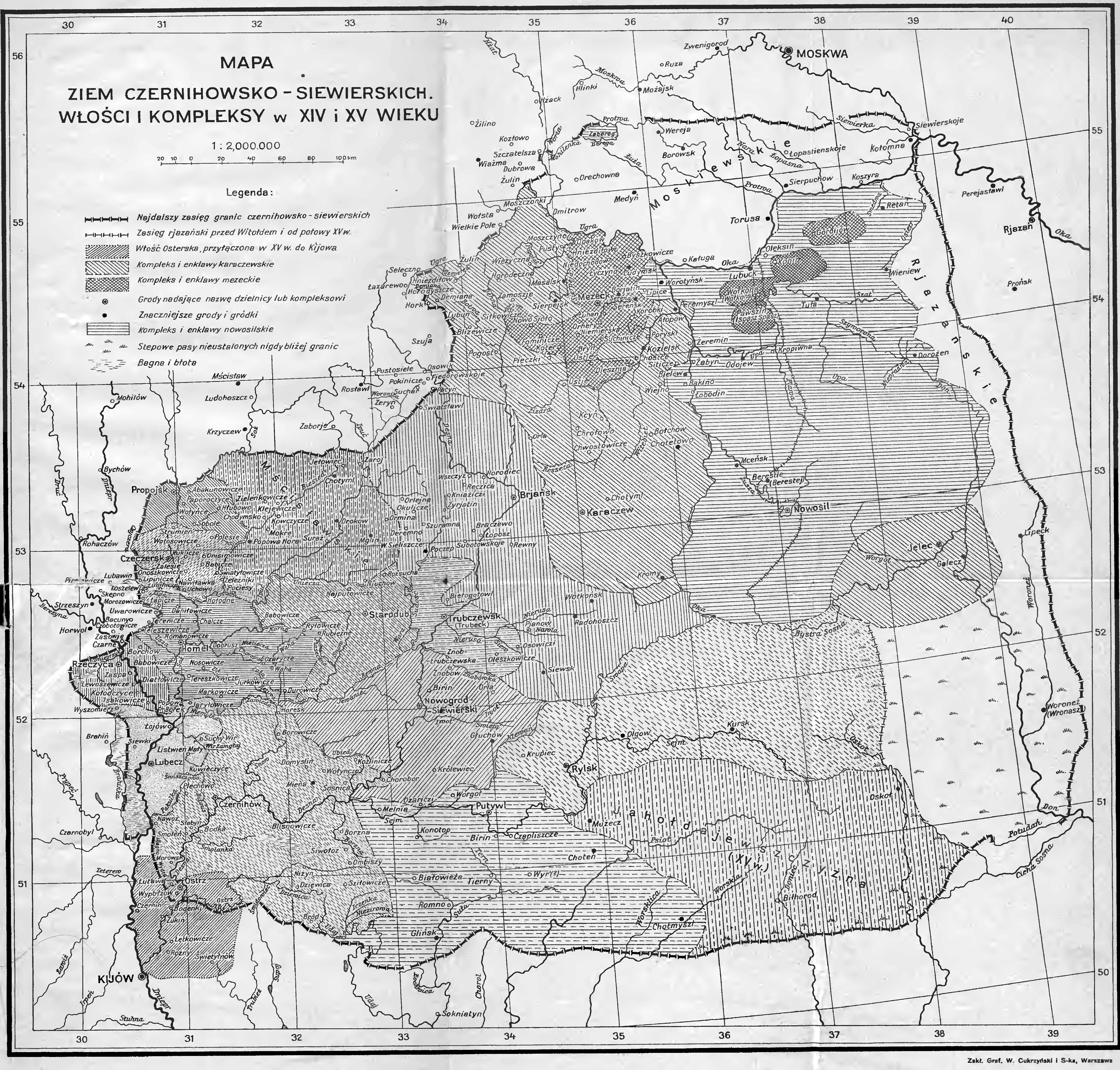
Karta över Severien under 1400-talet.

Severien är en historisk region på gränsen mellan nuvarande Ukraina och Ryssland, vid Tjernigov och Poltava, med centrum i Novgorod-Severskij. Namnet kommer av severjanerna, ett östslaviskt folk som bebodde området under 900- till 1000-talet. Området införlivades i Kievriket av Oleg av Novgorod. Oleg I av Tjernigov upprättade 1096 ett severjanskt furstendöme som sträckte sig så långt som till Oka. Riket upplevde en storhetstid under Igor Svjatoslavitj (1150–1202), men föll för den mongoliska invasionen på 1200-talet. Under 1400-talet erövrades området av Polen-Litauen. Efter slaget vid Vedrosja år 1500 blev Severien ryskt. Genom Severien gick Karl XII:s armé i marschen mot Moskva år 1708–1709 under det Stora nordiska kriget.